# India danesa
India danesa es el nombre por el cual se conocían a las colonias danesas en la India.
Éstas incluían la ciudad de Tranquebar en el actual estado de Tamil Nadu, Serampore en el actual estado de West Bengal y las Islas Nicobar, actualmente pertenecientes al territorio de la unión de las Islas Andamán y Nicobar.

## Historia
El comercio entre Dinamarca y la India fue monopolizado por la Compañía de las Indias Orientales fundada en el año 1616 por privilegio del rey Cristian IV de Dinamarca y Noruega. Dicha compañía estableció su base de operaciones en el fuerte Dansborg en Trankerbar, donde residía el gobernador de la India Danesa. 
Los daneses establecieron además varios puestos comerciales, gobernados desde Tranquebar:
- 1696-1722, Oddeway Torre en la costa de Malabar;
- 1698-1714, Dannemarksnagore en Gondalpara, al sudoeste de Chandernagore;
- 1752-1791, Calicut;
- Octubre de 1755, Frederiksnagore en Serampore, en la actual Bengala Occidental;
- 1754-1756, las Islas Nicobar con el nombre de Frederiksøerne;
- 1763, Balasore (ya ocupada en 1636-1643);

En su apogeo la compañía danesa junto con la sueca importaron mayor cantidad de té que la misma compañía británica, llevando el 90% de este producto al Reino Británico, y generando así grandes ganancias. Después de una pequeña caída, la compañía danesa perdió importancia rápidamente y fue disuelta en 1729. En 1732 fue refundada bajo el nombre de Asiatische Compagnie, pero en 1772 perdió su monopolio, y en 1779 la India Danesa se convirtió en una colonia de la corona. 
Durante las guerras napoleónicas, en el año 1801 y de nuevo en 1807, la marina británica atacó Copenhague. Como consecuencia del último ataque, Dinamarca perdió su flota y la isla de Helgoland. Los británicos controlaban los mares, ratificando así el fin de la Compañía danesa de las Indias Orientales, que fue vendida a la compañía inglesa (British B.I.C.). De esta manera en mayo de 1801-agosto de 1802 y de 1808 a 20 de septiembre de 1815 los británicos ocuparon Dansborg y Frederiksnagore. Serampore fue vendida a los británicos en 1839, Tranquebar y otros establecimientos menores lo fueron en 1845 (Frederiksnagore el 11 de octubre de 1845 y los otros establecimientos en la India continental danesa el 7 de noviembre de 1845); el 16 de octubre de 1869 todos los derechos daneses en las Islas Nicobar, que desde 1848 habían sido gradualmente abandonadas, fueron vendidas a los británicos.

## Economía
En los territorios ocupados por la Compañía Danesa de las Indias Orientales la falta de monedas en circulación permitió entre 1808 y 1839 el empleo de piezas extranjeras. Para permitir su circulación en toda la región, se marcaron dichas piezas con un punzón circular. La única contramarca que se conoce contenía las letras “FR” (Frederik VI) entrelazadas y coronadas, al pie de las mismas aparece el número “VI” (numeral del rey). Esta marca se estampó sobre monedas de 2 y 8 reales españoles, 5 francos de Napoleón y talers de María Teresa I de Austria.